# Серия Гран-при по фигурному катанию сезона 2017/2018
Серия Гран-при по фигурному катанию сезона 2017/2018 —  комплекс ежегодных коммерческих турниров по фигурному катанию среди лучших фигуристов планеты (по рейтингу ИСУ), которые прошли с середины октября и до начала декабря 2017 года. Спортсмены на 6 этапах серии соревновались в категориях мужское и женское одиночное катание, парное катание и танцы на льду. За занятые места им были присуждены баллы от 15 (за первое) до 3 (за восьмое). Лучшие шесть спортсменов (пар) выступили в финале серии. 
Также в августе-октябре 2017 года прошли этапы юношеского Гран-при; было пройдено семь этапов. Финал состоялся вместе с основным.

## Участники
В серии Гран-при по фигурному катанию сезона 2017—2018 приняли участие фигуристы, достигшие возраста 15 лет на 1 июля 2017 года.
До соревнований на каждый этап серии Гран-при допускаются до 12 одиночников как среди мужчин так и женщин, до 8 пар в спортивных парах и до 10 в танцевальных.
Чтобы принять участие в Гран-при сезона, фигуристы должны были заработать на турнирах до начала серии, как минимум, следующие баллы:
| Вид     | Баллы  |
| Мужчины | 160.67 |
| Женщины | 130.97 |
| Пары    | 135.42 |
| Танцы   | 113.74 |
| ------- | ------ |

До юношеского Гран-при допускаются все желающие, но согласно квотам для каждой страны, на основе предыдущего чемпионата мира среди юниоров.

## Взрослый турнир

### Расписание
ИСУ весной 2017 года определилось со временем проведения этапов Гран-при на осень 2017 года. В конце 2016 года было принято решение провести финал в Нагое.
| Турнир                   | Место проведения  | Начало          | Окончание       |
| ------------------------ | ----------------- | --------------- | --------------- |
| Cup of Russia 2017       | Россия, Москва    | 20 октября 2017 | 22 октября 2017 |
| Skate Canada 2017        | Канада, Реджайна  | 27 октября 2017 | 29 октября 2017 |
| Audi Cup of China 2017   | Китай, Пекин      | 3 ноября 2017   | 5 ноября 2017   |
| NHK Trophy 2017          | Япония, Осака     | 10 ноября 2017  | 12 ноября 2017  |
| Trophée de France 2017   | Франция, Гренобль | 17 ноября 2017  | 19 ноября 2017  |
| Skate America 2017       | США, Лейк-Плэсид  | 24 ноября 2017  | 26 ноября 2017  |
| Финал Гран-при 2017/2018 | Япония, Нагоя     | 7 декабря 2017  | 10 декабря 2017 |

## Юношеский турнир

### Расписание
ИСУ определилось с местами и временем проведения юниорских этапов Гран-при на август и осень 2017 года.
| Турнир                             | Место проведения   | Начало           | Окончание        |
| ---------------------------------- | ------------------ | ---------------- | ---------------- |
| Этап в Австралии                   | Австралия, Брисбен | 21 августа 2017  | 27 августа 2017  |
| Этап в Австрии                     | Австрия, Зальцбург | 28 августа 2017  | 3 сентября 2017  |
| Этап в Латвии                      | Латвия, Рига       | 4 сентября 2017  | 10 сентября 2017 |
| Этап в Белоруссии                  | Беларусь, Минск    | 18 сентября 2017 | 24 сентября 2017 |
| Этап в Хорватии                    | Хорватия, Загреб   | 25 сентября 2017 | 1 октября 2017   |
| Этап в Польше                      | Польша, Гданьск    | 2 октября 2017   | 8 октября 2017   |
| Этап в Италии                      | Италия, Энья       | 9 октября 2017   | 15 октября 2017  |
| Юниорский финал Гран-при 2017/2018 | Япония, Нагоя      | 7 декабря 2017   | 10 декабря 2017  |

## Баллы

### Основной турнир
За занятые на каждом этапе места спортсмены получат баллы по следующему принципу:
| Занятое место | Баллы (одиночники и одиночницы) | Баллы (спортивные пары и танцоры) |
| ------------- | ------------------------------- | --------------------------------- |
| 1 место       | 15 баллов                       | 15 баллов                         |
| 2 место       | 13 баллов                       | 13 баллов                         |
| 3 место       | 11 баллов                       | 11 баллов                         |
| 4 место       | 9 баллов                        | 9 баллов                          |
| 5 место       | 7 баллов                        | 7 баллов                          |
| 6 место       | 5 баллов                        | 5 баллов                          |
| 7 место       | 4 балла                         |                                   |
| 8 место       | 3 балла                         |                                   |

### Юношеский турнир
В юношеском Гран-при немного по-другому начисляются баллы.
| Занятое место | Баллы (одиночники и одиночницы) | Баллы (спортивные пары и танцевальные пары) |
| ------------- | ------------------------------- | ------------------------------------------- |
| 1 место       | 15 баллов                       | 15 баллов                                   |
| 2 место       | 13 баллов                       | 13 баллов                                   |
| 3 место       | 11 баллов                       | 11 баллов                                   |
| 4 место       | 9 баллов                        | 9 баллов                                    |
| 5 место       | 7 баллов                        | 7 баллов                                    |
| 6 место       | 5 баллов                        | 5 баллов                                    |
| 7 место       | 4 балла                         | 4 балла                                     |
| 8 место       | 3 балла                         | 3 балла                                     |
| 9 место       | 2 балла                         |                                             |
| 10 место      | 1 балл                          |                                             |

## Фигуристы, прошедшие в финал

### Основной турнир
По результатам серии Гран-при, в финал прошли следующие спортсмены:
|          | Мужчины                  | Женщины                  | Пары                                        | Спортивные танцы                            |
| -------- | ------------------------ | ------------------------ | ------------------------------------------- | ------------------------------------------- |
| 1        | США Нэтан Чен            | Россия Евгения Медведева | Китай Суй Вэньцзин / Хань Цун               | Франция Габриэла Пападакис / Гийом Сизерон  |
| 2        | Япония Сёма Уно          | Россия Алина Загитова    | Россия Евгения Тарасова / Владимир Морозов  | Канада Тесса Вертью / Скотт Моир            |
| 3        | Россия Михаил Коляда     | Канада Кэйтлин Осмонд    | Германия Алёна Савченко / Бруно Массо       | США Майя Шибутани / Алекс Шибутани          |
| 4        | Россия Сергей Воронов    | Италия Каролина Костнер  | Канада Мэган Дюамель / Эрик Рэдфорд         | США Мэдисон Чок / Эван Бейтс                |
| 5        | США Адам Риппон          | Россия Мария Сотскова    | Китай Юй Сяоюй / Чжан Хао                   | США Медисон Хубелль / Захари Донохью        |
| 6        | Китай Цзинь Боян         | Япония Вакаба Хигути     | Россия Ксения Столбова / Фёдор Климов       | Италия Анна Каппеллини / Лука Ланотте       |
| Запасные |                          |                          |                                             |                                             |
| 1-й      | США Джейсон Браун        | Япония Сатоко Мияхара    | Франция Ванесса Джеймс / Морган Сипре       | Россия Екатерина Боброва / Дмитрий Соловьёв |
| 2-й      | Испания Хавьер Фернандес | Япония Каори Сакамото    | Россия Кристина Астахова / Алексей Рогонов  | Канада Кэйтлин Уивер / Эндрю Поже           |
| 3-й      | Узбекистан Миша Ге       | Россия Полина Цурская    | Италия Николь Делла Моника / Маттео Гуаризе | Россия Александра Степанова / Иван Букин    |

### Юниорский турнир
По результатам серии Гран-при среди юниоров, в финал прошли следующие спортсмены:
|          | Юноши                 | Девушки                     | Пары                                                | Спортивные танцы                                |
| -------- | --------------------- | --------------------------- | --------------------------------------------------- | ----------------------------------------------- |
| 1        | Россия Алексей Ерохов | Россия Александра Трусова   | Россия Дарья Павлюченко / Денис Ходыкин             | США Кристина Каррейра / Энтони Пономаренко      |
| 2        | США Алексей Красножон | Россия Софья Самодурова     | Россия Аполлинария Панфилова / Дмитрий Рылов        | Россия Анастасия Скопцова / Кирилл Алёшин       |
| 3        | США Камден Пулкинен   | Россия Алёна Косторная      | Австралия Екатерина Александровская / Харли Уиндзор | Россия Софья Полищук / Александр Вахнов         |
| 4        | Япония Мицуки Сумото  | Россия Дарья Паненкова      | Россия Анастасия Полуянова / Дмитрий Сопот          | Канада Мариори Ладжои / Захари Лага             |
| 5        | Россия Макар Игнатов  | Россия Анастасия Тараканова | Россия Александра Бойкова / Дмитрий Козловский      | Россия Софья Шевченко / Игорь Ерёменко          |
| 6        | США Эндрю Торгашев    | Япония Рика Кихира          | Китай Гао Юймэн / Се Чжун                           | Россия Арина Ушакова / Максим Некрасов          |
| Запасные |                       |                             |                                                     |                                                 |
| 1-й      | Канада Джозеф Фан     | Япония Мако Ямасита         | Россия Полина Костюкович / Дмитрий Ялин             | Россия Ксения Конкина / Григорий Якушев         |
| 2-й      | Франция Люк Экономид  | Япония Нана Араки           | Канада Эвелин Уолш / Трент Мишо                     | Россия Елизавета Худайбердиева / Никита Назаров |
| 3-й      | Россия Роман Савосин  | Республика Корея Лим Ын Су  | США Лейкен Локли / Кинан Прочнов                    | США Кэролин Грин / Гордон Грин                  |

## Взрослый состав Гран-при
Взрослый состав участников Гран-при полностью регламентируется правилами ИСУ. По его результатам определяются участники Финала.

### Медальный зачёт
На шести этапах Гран-при будет разыграно 24 комплекта медалей. Ещё 4 комплекта разыграют на самом финале. Таблица приведена перед финалом Гран-при:
| Место | Страна     | Золото | Серебро | Бронза | Всего |
| ----- | ---------- | ------ | ------- | ------ | ----- |
| 1     | Россия     | 9      | 6       | 12     | 27    |
| 2     | США        | 5      | 6       | 5      | 16    |
| 3     | Канада     | 4      | 2       | 5      | 11    |
| 6     | Франция    | 3      | 1       | 1      | 5     |
| 4     | Япония     | 2      | 5       | 1      | 8     |
| 5     | Китай      | 2      | 4       | 0      | 6     |
| 7     | Германия   | 2      | 1       | 0      | 3     |
| 8     | Испания    | 1      | 0       | 0      | 1     |
| 9     | Италия     | 0      | 3       | 2      | 5     |
| 10    | Израиль    | 0      | 0       | 1      | 1     |
| 10    | Узбекистан | 0      | 0       | 1      | 1     |
| Итог  | Итог       | 28     | 28      | 28     | 84    |

## Медальный зачёт юношеского Гран-при
На семи этапах юношеского Гран-при были разыграны 25 комплектов медалей ещё 4 комплекта были разыграны в финале.
| Место | Страна           | Золото | Серебро | Бронза | Всего |
| ----- | ---------------- | ------ | ------- | ------ | ----- |
| 1     | Россия           | 18     | 17      | 15     | 50    |
| 2     | США              | 6      | 4       | 5      | 15    |
| 3     | Австралия        | 2      | 0       | 0      | 2     |
| 4     | Япония           | 1      | 3       | 5      | 9     |
| 5     | Канада           | 1      | 2       | 3      | 6     |
| 6     | Италия           | 1      | 0       | 0      | 1     |
| 7     | Франция          | 0      | 1       | 1      | 2     |
| 8     | Республика Корея | 0      | 1       | 0      | 1     |
| 8     | Китай            | 0      | 1       | 0      | 1     |
| Итог  | Итог             | 29     | 29      | 29     | 87    |